# نبرد خوی (۱۹۱۸)
حمله به آذربایجان ایران، حمله‌ای است که توسط داشناک‌ها به فرماندهی آندرانیک اوزانیان در هفتم خرداد ۱۲۹۷ برابر با بیست نهم مه ۱۹۱۸ و هیجدهم شعبان ۱۳۳۶ طرح‌ریزی شده و با حمله به خوی و محاصره آن در رمضان همان سال شکل عملی به خود گرفت.
زریاب خویی علت حمله را چنین بیان می‌دارد:
"داشناک‌ها در ارمنستان به قدرت رسیده بودند و می‌خواستند بعضی از ولایات را که به عقیدهٔ ایشان به ارمنستان تعلق داشت متصرف شوند. آنها که هموطنانشان در خاک عثمانی قتل عام شده بودند و زورشان به دولت عثمانی نمی‌رسید چون ایران را ضعیف و بی‌سرپرست دیدند فرصت را غنیمت شمرده به خوی حمله‌ور شدند."
اصولاً ضعف قدرت مرکزی در طی جنگ جهانی اول و پس از آن، یکی از عوامل کشانده شدن مسایل برون‌مرزی به درون مرزهای ایران بوده‌است.

نیمه اول خرداد ماه آن سال مسیحیانی متشکل از ارامنه و آسوری‌های ارومیه؛ دامنه شمالی گردنه قوشچی تا سلماس را در تصرف خود داشتند که بعد از آمدن سپاهیان عثمانی به حدود سلماس، مجبور به ترک سلماس و اطراف و دهات جنوبی، دیلمقان و کهنه شهر شدند. اما در جبهه قفقاز بر مسلمانان غلبه کرده و توانستند نیروی موجود در آنجا را بر جبهه جنگ ایران انتقال دهند.

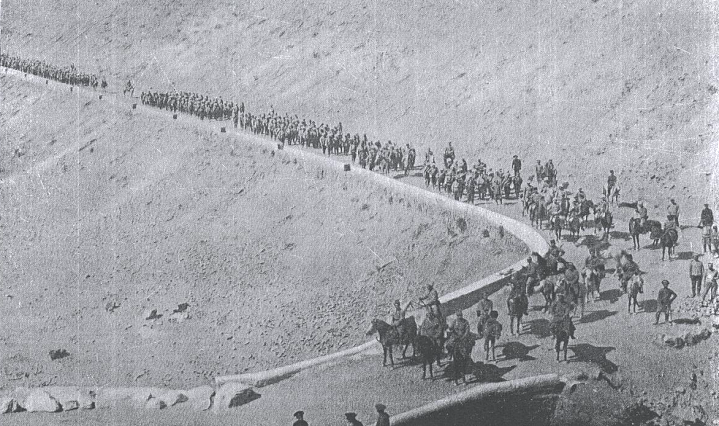
گردان یکم واحد داوطلب ارمنی

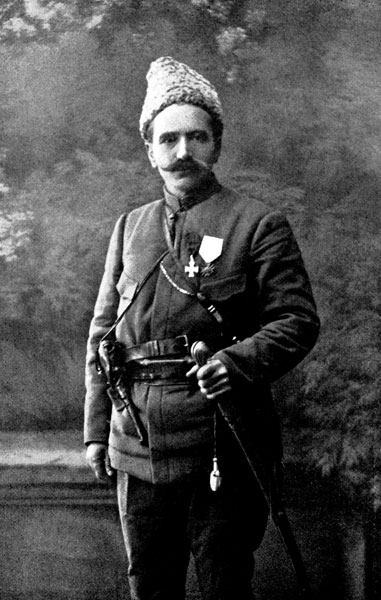
آندرانیک اوزانیان فرمانده گردان یکم واحد داوطلب ارمنی

آقا پتروس، در لباس ژنرالی متفقین

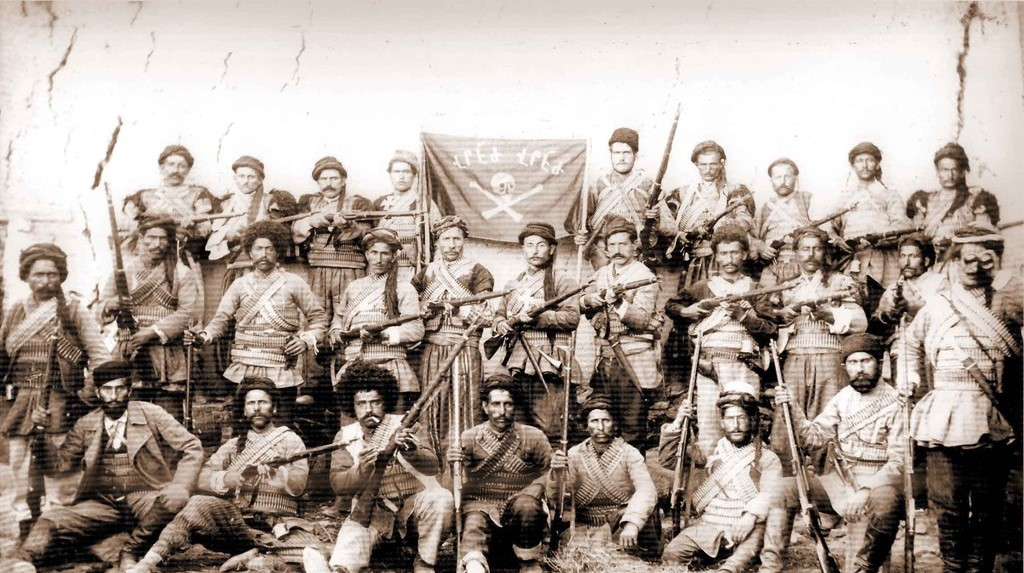
گروهی از نیروهای مسلح ارمنی

در وان نیز دسته‌هایی از ایشان به صورت پارتیزانی دردسرهایی برای سپاهیان عثمانی ایجاد می‌کردند. در این زمان فرماندار خوی حسنقلی خان آقاسی بود و عثمانی‌ها نیز در حدود ۷۰۰ نظامی به فرماندهی عبدالرحمن بیگ و زهدی بیگ در خوی مستقر کرده بودند. عمده قوای عثمانی پس از درگیری در سلماس مستقر بودند و عده ای از مردان مسلح خوی و کردها به فرماندهی علی احسان پاشا نیز در آن اردو بودند.
تمرکز ارامنه به دلیل کمبود قوای مسلح در خوی به آن جا معطوف شده بود. با وجود اینکه اهالی خوی بیشتر از ناحیه ارامنه و آسوریان ارومیه و سلماس احساس خطر می‌کردند، به دلیل استقرار سپاهیان عثمانی در جنوب و در بین خوی و سلماس تاحدود زیادی آسوده‌خاطر بودند؛ اما حمله از جانب قفقاز را نادیده گرفته بودند. به همین دلیل به محض اطلاع از حمله داشناک‌ها غافلگیر شدند. نیروی تحت رهبری آندرانیک متشکل از ارامنه مجهز و آزموده بود که در طول جنگ نیز تجارب فراوانی اندوخته بودند. روس‌ها نیز به علت وقوع انقلاب در روسیه و عقب‌نشینی نیروهایشان از ایران، امکانات جنگی بسیاری را در اختیار ارامنه و سایر متحدین محلی روسیه قرار داده بودند.

## تعداد نیروهای داشناک‌ها
در مورد تعداد نیروهای آندرانیک در زمان حمله ارقام متفاوتی بیان می‌شود. رحمت‌الله توفیق ۱۲ هزار نفر، آقاسی ۸ هزار نفر، زریاب خویی ۶ هزار نفر و امین ریاحی در کتاب خوی آن را پنج هزار نفر عنوان کرده‌اند.
به نوشته احمد کسروی:
«پنج یا شش هزار تن ارمنی از ایروان و وان و نخجوان نیز به اینان پیوسته بودند، این اندازه انبوهی ایشان است و همه با هم یکی شده و برای آرزوهایی می‌کوشیدند، از اینان بیست هزار تن سپاهیان ورزیده بودند و هشتصد تن سرکردگان روسی به روسستان نرفته و با اینان مانده و به همدستی ۷۲ تن سرکردگان فرانسه‌ای آنان راه می‌بردند، افزارهایشان ۲۵ توپ و یکصدشصت تیر بود، نیکتین کنسول روس و شت کنسول آمریکا و گوژل رئیس بیمارستان فرانسه‌ای رشته سیاست و راهنمایی را در دست داشتند، از آسوریان پس از کشته شدن مارشمعون آقا پطروس سر رشته دار کارهای لشکری می‌بود، ملک خوشابه هم از سر رشته داران به‌شمار می‌رفت، در برابر چنین نیروئی با آن کوشش‌ها چه کار توانستی بود».

## همبستگی و دفاع مردم در برابر داشناک‌ها
در روز اول تیر ۱۲۹۷ شمسی مصادف با ۱۳ رمضان ۱۳۳۶ خبر عبور آندرانیک از ارس طی تلگرافی به شهبندری در خوی می‌رسد. همان شب یک نیروی ۵۰۰ نفری مرکب از نظامیان عثمانی و سواران ایرانی برای دفاع به ائو اوغلی عزیمت کرده، در گردنه ارسی به نیروی آندرانیک برخورده جنگ درمی‌گیرد که نتیجه آن پیروزی آندرانیک بود.
سپیده دم روز دوشنبه سوم تیرماه ۱۲۹۷ صف‌های مهاجمان در کنار شهر پدیدار شد و با استتار در مزارع کنار شهر نیمی از شهر را محاصره کردند. محاصره خوی همزمان با لشکرکشی عثمانی به سمت ارومیه بود که با اطلاع از محاصره مسیر خود را به سمت خوی عوض کردند. در این بین مردم شهر با کمک معدود سلاح داران، تا رسیدن عثمانی‌ها مقاومت کردند. خوئیان با همه بدی افزار و نداشتن تیربار می‌جنگیدند. آن چند تن زخمیان عثمانی نیز به یاری پرداخته و هریکی به سنگ دیگری درآمده و می‌کوشیدند. زنان هم به مردان آمیخته و یاری دریغ نمی‌کردند و برای جنگیان آب و شربت و خوردنی می‌آوردند و این به دلیری آنان می‌افزود، نیز چند تن سواره آواچیق به یاری آمدند و این نیز مایه پشتگرمی گردید.
ریاحی در صفحه ۵۱۱ کتاب خود می‌نویسد:

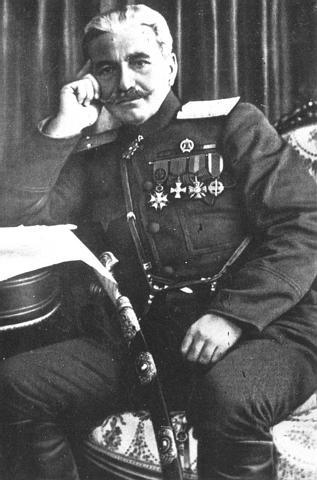
آندرانیک اوزانیان در لباس قوای متفقین

لشکر عثمانی بعد از تغییر مسیر به سمت خوی محتملاً در بعد از ظهر یکی از روزهای پنجم یا ششم تیر به خوی می‌رسد. بنا به نوشته امین ریاحی توپخانه عثمانی نیروی ارمنی را زیر آتش گرفت و به اندک مدتی همه را در هم شکست و آنها را وادار به فرار کرد. کوه غضنفر به دست عثمانی‌ها افتاد و در پشت شهر نبرد ادامه یافت تا اینکه نزدیک غروب سپاه عثمانی به تازه کند رسیده و شلیک توپ‌ها را به سمت سعید آباد ادامه دادند و تا جلفا به تعقیب ارامنه پرداختند و در نهایت با گذر ارامنه از ارس و آتش زدن دهانه پل جلفا تعقیب و گریز فروکش کرد.
زریاب خویی در اینباره نوشته‌است که:
"مردم خوی باروی قدیمی شهر را حصار قرار دادند و دروازه‌ها را بستند و آماده دفاع شدند اما اسلحه و مهمات نداشتند و فقط هر کدام تفنگی با مقداری فشنگ داشتند. یک توپ هم داشتند که خیلی قدیمی بود و برای اعلام افطار و سحری ماه رمضان به کار می‌رفت. عده‌ای از شنیدن این خبر به کوه‌های غربی ایران و به سوی خاک عثمانی رهسپار شدند ولی عده‌ای دیگر تصمیم به پایداری گرفتند و عالم و مجتهد بزرگ شهر شیخ فضل‌اله حجت‌الاسلام، رهبری مدافعین را به دست گرفت و می‌گویند شال و عمامهٔ خود را باز کرد و آن را به توپ بست و با خود به بالای دیوار قلعه کشید. مردم تا عصر مقاومت کردند و هنگام عصر نیروی عثمانی از سمت غرب به کمک مدافعین شهر امد و سپاه آندرانیک را شکست داد و مهاجمین فرار کردند … ."

## درگیری‌های همزمان در شرفخانه
مطابق استراتژی مهاجمان؛ خوی از چهار ناحیه تهدید می‌شد. یکی از طرف آندرانیک، دیگری پطرس، سوم از ناحیه پارتیزان‌های وان و چهارمی از طرف آسوری‌هایی که می‌بایست بندر شرفخانه را گرفته و پس از تصاحب انبارهای مهمات از راه تسوج به نیروهای آندرانیک می‌پیوستند. در این شرایط بیم زیادی از آسوریان می‌رفت چرا که حمایت روس‌ها و فرانسوی‌ها را داشتند و به راهنمایی مسیونرهای آمریکایی برخاسته بودند و هدف اولیه آنها دستیابی به شرفخانه و سپس کمک به آندرانیک بود.
به نوشته کسروی در تاریخ هیجده ساله آذربایجان:
در شرفخانه دسته‌ای از اسیران عثمانی روسیان به تعداد ۱۵۰ نفر بود، دموکرات‌ها به آنان کمک کرده و به آنها لباس و اسلحه دادند و با داوطلبانی که از تبریز و دیگر جاها می‌رسیدند روی هم رفته چهارصد تا پانصد سپاهی پدیدآوردند … و بدین وسیله شرفخانه را حفظ کرده و از آن سوی تا چهریق پیش رفتند. اگر این حفاظت از شرفخانه صورت نمی‌گرفت گمان می‌رفت آسوریان آن را گرفته و کشتار کنند. دسته اسیران عثمانی که بعد از ترک شرفخانه توسط روس‌ها و به کمک دموکرات‌ها رهایی یافته بودند، در کنار داوطلبانی از تبریز و سایر نقاط آذربایجان به جبهه سلماس و ارومیه نیز کمک می‌کردند.
پس از رسیدن خبر قشون کشی آندرانیک به سوی خوی، که نهایتاً منجر به یاری رساندن مسیحیان ارومیه، متشکل از ارامنه، آسوری‌ها و جیلوها می‌شد، آنان مسیحیان متحد با وجود احتمال شکست در ارومیه، فکر فرار را رها کرده و حمله به شرفخانه را مدنظر قرار دادند. در این هنگام روسیان یک کشتی بخاری به نام چرنوزویف در دریاچه به کار انداخته بودند که توپی نیز داشت. این کشتی موقع قیام مسیحیان در بند گلمانخانه به تصرف مسیحیان درآمده بود. در روز دوم تیرماه ۱۲۹۷ شمسی، هشتاد تن از تفنگچیان برجسته آسوری و ارمنی در آن کشتی و یک کشتی بادی دیگر نشسته به سمت شرفخانه روانه شدند. اینان با هدف ارسال تجهیزات و ذخائر روسی به ارومیه، شب هنگام قصد اشغال شرفخانه را کرده بودند. با به گل نشستن کشتی، قبل از اینکه مسیحیان از کشتی پیاده شوند، دموکرات‌ها و قوای ایرانی و عثمانی که آنجا بودند، سرشان ریخته و همه را کشتند.